# Лисаковський титано-цирконієвий завод
Лисаковський титано-цирконієвий завод – колишнє підприємство гірничодобувної галузі Казахстану, розташоване на півночі країни в місті Лисаковськ.
На початку 1990-х вирішили доповнити Лисаковський гірничо-збагачувальний комбінат, що видобував залізну руду, цехом розділення колективного титан-цирконієвого комбінату на окремі концентрати – цирконієвий, ільменітовий, рутиловий. Нове виробництво почало роботу в 1996-му та працювало із продукцією родовища Шокаш. Втім, цех кілька разів зупинявся і вже у 1998-му припинив роботу.
Більшість збанкрутілого Лисаковського ГЗК викупила компанія  “ArcelorMittal Temirtau”, тоді як цех розділення колективного титан-цирконієвого концентрату дістався компанії «Тіолайн», яка мала права на розробку Обухівського титан-цирконієвого родовища. В 2006-му цех, що тепер носив назву Лисаковський титано-цирконієвий завод, знову ввели в експлуатацію. Планувалось продукувати 34 тисячі тон цирконієвого концентрату на рік, втім, вже невдовзі серед власників почалась суперечка, яка призвела до багаторічного конфлікту із судовими розглядами та рейдерськими захопленнями. У підсумку в Лисаковську отримали лише пробну партію ільменітового концентрату.